# Югославія на зимових Олімпійських іграх 1998
Союзна Республіка Югославія на зимових Олімпійських іграх 1998 року у Нагано була представлена двома спортсменами (одним чоловіком та однією жінкою) в одному виді спорту — гірськолижний спорт. Прапороносцем на церемонії відкриття Олімпіади був Марко Джоджевич.

## Учасники
| Вид спорту          | Чоловіки | Жінки | Всього |
| ------------------- | -------- | ----- | ------ |
| Гірськолижний спорт | 1        | 1     | 2      |
| Усього              | 1        | 1     | 2      |

## Гірськолижний спорт
| Спортсмен       | Дисципліна                   | Спуск 1 | Спуск 1 | Спуск 2 | Спуск 2 | Разом   | Разом | Разом |
| Спортсмен       | Дисципліна                   | Час     | Місце   | Час     | Місце   | Час     | Місце |       |
| --------------- | ---------------------------- | ------- | ------- | ------- | ------- | ------- | ----- | ----- |
| Марко Джоджевич | гігантський слалом, чоловіки | 1:30.34 | 36      | 1:28.13 | 36      | 2:58.47 | 36    |       |
| Мір'яна Гранзов | слалом, жінки                | 52.45   | 26      | 54.20   | 27      | 1:46.65 | 27    |       |